# Girls' Generation (album 2007)
Girls' Generation (tạm dịch: Thế hệ con gái) là album phòng thu đầu tiên của nhóm nhạc nữ Hàn Quốc, Girls' Generation. Album được phát hành vào ngày 13 tháng 3 năm 2008 và ca khúc Baby Baby là ca khúc chủ đề cho repackage album. Đĩa đơn thứ 3 trích từ album được sử dụng để quảng bá cho album.
Album kết thúc quảng bá vào 13 tháng 4 năm 2008 tại chương trình SBS Inkigayo.

## Danh sách bài hát
| STT | Nhan đề                               | Sáng tác      | Thời lượng |
| --- | ------------------------------------- | ------------- | ---------- |
| 1.  | "Girls' Generation" (소녀시대)        |               | 03:50      |
| 2.  | "Ooh La-La!"                          |               | 03:54      |
| 3.  | "Baby Baby"                           |               | 03:11      |
| 4.  | "Complete"                            |               | 03:56      |
| 5.  | "Kissing You"                         | Lee Jae Myung | 03:19      |
| 6.  | "Merry-Go-Round"                      |               | 03:14      |
| 7.  | "Tears" (그대를 부르면)               |               | 03:53      |
| 8.  | "Tinkerbell"                          |               | 02:56      |
| 9.  | "7989 (Feat. Kangta)"                 |               | 03:30      |
| 10. | "Honey" (소원)                        |               | 03:15      |
| 11. | "Into the New World" (다시 만난 세계) | Kenzie        | 04:25      |

| Danh sách ca khúc cho album repackage | Danh sách ca khúc cho album repackage | Danh sách ca khúc cho album repackage |
| STT                                   | Nhan đề                               | Thời lượng                            |
| ------------------------------------- | ------------------------------------- | ------------------------------------- |
| 12.                                   | "Kissing You (Skool Rock Remix)"      | 04:25                                 |
| 13.                                   | "Let’s Go Girls' Generation (long)"   | 09:48                                 |
| 14.                                   | "Let’s Go Girls' Generation (short)"  | 06:18                                 |

## Lịch sử phát hành
| Phiên bản         | Quốc gia | Ngày                 | Nhãn hiệu        | Định dạng    |
| ----------------- | -------- | -------------------- | ---------------- | ------------ |
| Girls' Generation | Hàn Quốc | 1 tháng 11 năm 2007  | SM Entertainment | CD, cassette |
| Girls' Generation | Đài Loan | 30 tháng 11 năm 2007 | Avex Asia        | CD           |
| Baby Baby         | Hàn Quốc | 18 tháng 3 năm 2008  | SM Entertainment | CD/CD+DVD    |
| Baby Baby         | Đài Loan | 2 tháng 3 năm 2008   | Avex Asia        | CD/CD+DVD    |